# NGC 3554
NGC 3554 é uma galáxia elíptica (E) localizada na direcção da constelação de Ursa Major. Possui uma declinação de +28° 39' 38" e uma ascensão recta de 11 horas, 10 minutos e 47,8 segundos.
A galáxia NGC 3554 foi descoberta em 24 de Dezembro de 1827 por John Herschel.